# Premerzhofen
Premerzhofen ist ein Gemeindeteil des Marktes Breitenbrunn im Landkreis Neumarkt in der Oberpfalz in Bayern.

## Geographie
Das Kirchdorf liegt südwestlich des Gemeindesitzes im Oberpfälzer Jura auf 478 m ü. NHN auf der Jurahochfläche. Man erreicht den Ort über die Kreisstraße NM 26 oder – vom Gemeindesitz her – über die Premerzhofener Straße.

## Geschichte
1129 sind Ortsadelige von Premingeshoven, dem heutigen Premerzhofen, genannt.
Im Königreich Bayern war Premerzhofen im oberpfälzischen Land-/Amtsgericht Riedenburg eine eigene Gemeinde, der noch der Weiler Eismannsdorf und die Einöde Schmidhof/Schmitthöf angehörten. Die Gemeinde bestand
- 1861 aus 201 Einwohnern, von denen 83 in den 16 Häusern des Gemeindesitzes Premerzhofen lebten,[2]
- 1900 aus 147 Einwohnern, von denen 90 in den 16 Wohngebäuden des Gemeindesitzes lebten,[3]
- 1925 aus 158 Einwohnern, von denen 103 in den 16 Wohngebäuden des Gemeindesitzes lebten,[4]
- 1950 aus 162 Einwohnern, von denen 101 in den 16 Wohngebäuden des Gemeindesitzes lebten.[5]

Mit der Gebietsreform in Bayern wurde die Gemeinde Premerzhofen am 30. Juni 1972 aufgelöst und die Gemeindeteile in den Markt Breitenbrunn und damit in den Landkreis Neumarkt eingegliedert. 1987 hatte der Premerzhofen bei nunmehr 17 Wohngebäuden 84 Einwohner.

## Kirchliche Verhältnisse
Premerzhofen ist seit althersher eine Filiale der katholischen Pfarrei Breitenbrunn im Bistum Eichstätt. Die bereits 1602 erwähnte Kapelle St. Alban, eine Chorturmanlage, wurde 1758 neu instand gesetzt. 1937 lebten 80 Katholiken (und keine Nicht-Katholiken) im Ort.

## Denkmäler
Außer der Kirche sind drei Wasserstauanlagen an der Weißen Laaber aus Granitstein, die im Kern aus dem 17./18. Jahrhundert stammen, als Denkmäler eingestuft.